# Pyrethroïde

Pyrethrine I, natuurlijk insecticide

Allethrine

Pyrethroïden zijn synthetische insecticiden met een structuur verwant aan die van de pyrethrines, dit zijn natuurlijke insecticides die geïsoleerd worden uit de plant pyrethrum. Pyrethroïden worden gekenmerkt door een snelle werking en een geringe giftigheid voor zoogdieren. Over het algemeen worden ze snel afgebroken onder invloed van licht en hebben ze een lage dampdruk. Pyrethroïden zijn goedkoper en kunnen in grotere hoeveelheden geproduceerd worden dan het natuurlijke product, en vaak zijn ze ook effectiever. Ze worden veel ingezet, zowel in de land- en tuinbouw als binnenshuis tegen vliegende insecten, termieten, kakkerlakken e.d., en in de geneeskunde en diergeneeskunde tegen hoofdluizen, vlooien en andere parasieten.
Allethrine was het eerste synthetische pyrethroïde dat op de markt kwam, in 1954. De structuur ervan wijkt maar weinig af van die van pyrethrine I, de krachtigste van de natuurlijke insecticides. Het was een stof die snel afbrak onder invloed van de lucht, en die enkel tegen huisvliegen werkzamer was dan pyrethrine I. De activiteit van pyrethrine en de eerste pyrethroïden werd meestal verhoogd door de toevoeging van piperonylbutoxide, dat zelf geen insecticide is maar een synergistisch effect heeft. Later kwamen er veel krachtigere pyrethroïden op de markt; deltamethrine bijvoorbeeld is 1400 keer actiever tegen huisvliegen dan pyrethrine I. Belangrijk was ook de ontwikkeling van pyrethroïden die veel stabieler waren tegen licht en die gebruikt konden worden in de landbouw.

## Voorbeelden
- alfa-cypermethrine
- allethrine
- beta-cyfluthrine
- cyfluthrine
- cypermetrine

- deltamethrine
- esfenvaleraat
- etofenprox
- fenvaleraat

- lambda-cyhalothrine
- permethrine
- tetramethrine
- transfluthrine